# Ava Addams
Ava Addams (født 16. september 1979 i Gibraltar) er en gibraltarsk pornoskuespillerinde. I en alder af 26 år, i 2004, begyndte hun sin karriere i pornoindustrien for Playboy som Alexia Roy. I 2008 startede Addams med at lave sine første pornofilm, som startede med pige/pige-film samt solounderholder. Hun mødte her pornostjerne Renna Ryann, som introducerede hende for hendes senere arbejdsgiver Reality Kings.